# Osyris alba
Osyris alba är en sandelträdsväxtart som beskrevs av Carl von Linné. Osyris alba ingår i släktet Osyris och familjen sandelträdsväxter. Inga underarter finns listade i Catalogue of Life.